# Amblypharyngodon chulabhornae
Amblypharyngodon chulabhornae är en fiskart som beskrevs av Chavalit Vidthayanon och Kottelat, 1990. Amblypharyngodon chulabhornae ingår i släktet Amblypharyngodon och familjen karpfiskar. IUCN kategoriserar arten globalt som livskraftig. Inga underarter finns listade i Catalogue of Life.

## Bildgalleri

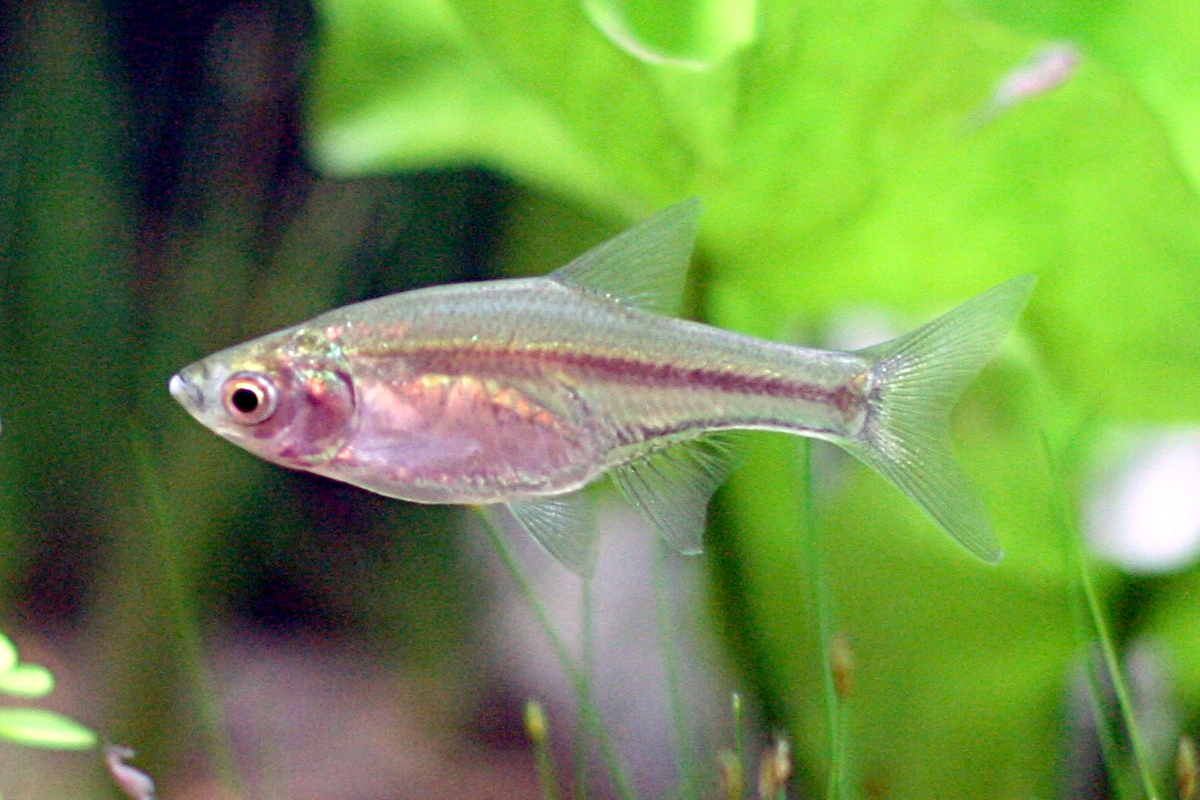